# A.D.A.C. 8286
A.D.A.C. 8286 ist eine Electronic-Body-Music-Band aus Holzdorf (Jessen).

## Geschichte
A.D.A.C. 8286 wurde 2007 in Holzdorf (Jessen) gegründet. Das EBM-Projekt hat bislang zwei Alben veröffentlicht. Die beiden Alben Straight On (2008) und Love, Hate ’n’ Rage (2009) erschienen beim Label Electric Tremor Dessau. Seit 2007 ist die Band auf diversen Compilations vertreten.

## Stil
Die Band ist musikalisch im Bereich der Electronic Body Music angesiedelt und orientiert sich an Oldschool-EBM-Bands wie Deutsch Amerikanische Freundschaft, Nitzer Ebb und Pouppée Fabrikk. Auch alternative Einflüsse, wie zum Beispiel Psychobilly und Oi!, sind textlich und instrumental in der Musik zu finden.

## Diskografie

### Alben
- 2008: Straight On (Electric Tremor Dessau)
- 2009: Love, Hate ’n’ Rage (Electric Tremor Dessau)[2]

### Compilations
- 2007: Lieder der Berge: Elektronische Grüße aus dem Erzgebirge
- 2009: Der arbeitende Mensch
- 2009: Electro Bosom.Buddies Music
- 2010: Hymns of Sex
- 2010: Familientreffen VI
- 2011: Old School Electrology Volume One

### Musikvideos
- 2012: The Intolerator[3]
- 2013: Night of the Living Dead[4]

### Remixe
- 2009: It’s Who I Am (A.D.A.C. 8286 Remix) – Leæther Strip
- 2009: Their G.O.D. (A.D.A.C. 8286 Rmx) – Halo Effect
- 2009: Stop the Machine (Backfire Mix) – Darkmen
- 2010: She Is (Deep Throat Mix) – Ionic Vision
- 2011: Die dunkle Ewigkeit (A.D.A.C. 8286 Remix) – Prager Handgriff
- 2011: A.C.A.B. (A.D.A.C. 8286 Remix) – Blood Shot Eyes
- 2013: Zucht Ordnung und Disziplin (Mix by A.D.A.C. 8286) – Stechschritt[5]